# الدورالعليا (المخادر)

تعديل مصدري - تعديل

الدورالعليا هي إحدى قرى عزلة الصفي بمديرية المخادر التابعة لمحافظة إب، بلغ تعداد سكانها 431 نسمة حسب تعداد اليمن لعام 2004.